# Innenheim
Ne pas confondre avec Ingenheim, commune du canton de Hochfelden
Cet article possède un paronyme, voir Ittenheim.
Innenheim (prononcer [inənaim]; Ìnnle en alsacien) est une commune française située dans la circonscription administrative du Bas-Rhin et, depuis le 1er janvier 2021, dans le territoire de la Collectivité européenne d'Alsace, en région Grand Est.
Cette commune se trouve dans la région historique et culturelle d'Alsace.

## Géographie

### Localisation
Ce village fait partie du canton de Molsheim et de l'arrondissement de Sélestat-Erstein, situé à proximité du Gloeckelsberg et à proximité de la voie rapide A35 entre Barr et Strasbourg. À proximité des communes de Krautergersheim, Blaesheim et Hindisheim, Innenheim se situe à 11 km au sud-ouest de Lingolsheim, qui est l'agglomération la plus proche.

### Géologie et relief
Hydrogéologie et climatologie : Système d’information pour la gestion de l’Aquifère rhénan, par le BRGM :
Territoire communal : Occupation du sol (Corinne Land Cover); Cours d'eau (BD Carthage),
Géologie : Carte géologique; Coupes géologiques et techniques,
 Hydrogéologie : Masses d'eau souterraine; BD Lisa; Cartes piézométriques.

### Hydrographie

#### Réseau hydrographique
La commune est dans le bassin versant du Rhin au sein du bassin Rhin-Meuse. Elle est drainée par le ruisseau l'Ehn, le ruisseau le Rosenmeer et le ruisseau le Ruthengraben,,.
L'Ehn, d'une longueur de 36 km, prend sa source dans la commune de Ottrott et se jette  dans l'Ill à Geispolsheim, après avoir traversé dix communes. 
Le Rosenmeer, d'une longueur de 13 km, prend sa source dans la commune de Rosenwiller et se jette  dans l'Ehn sur la commune, après avoir traversé quatre communes. 

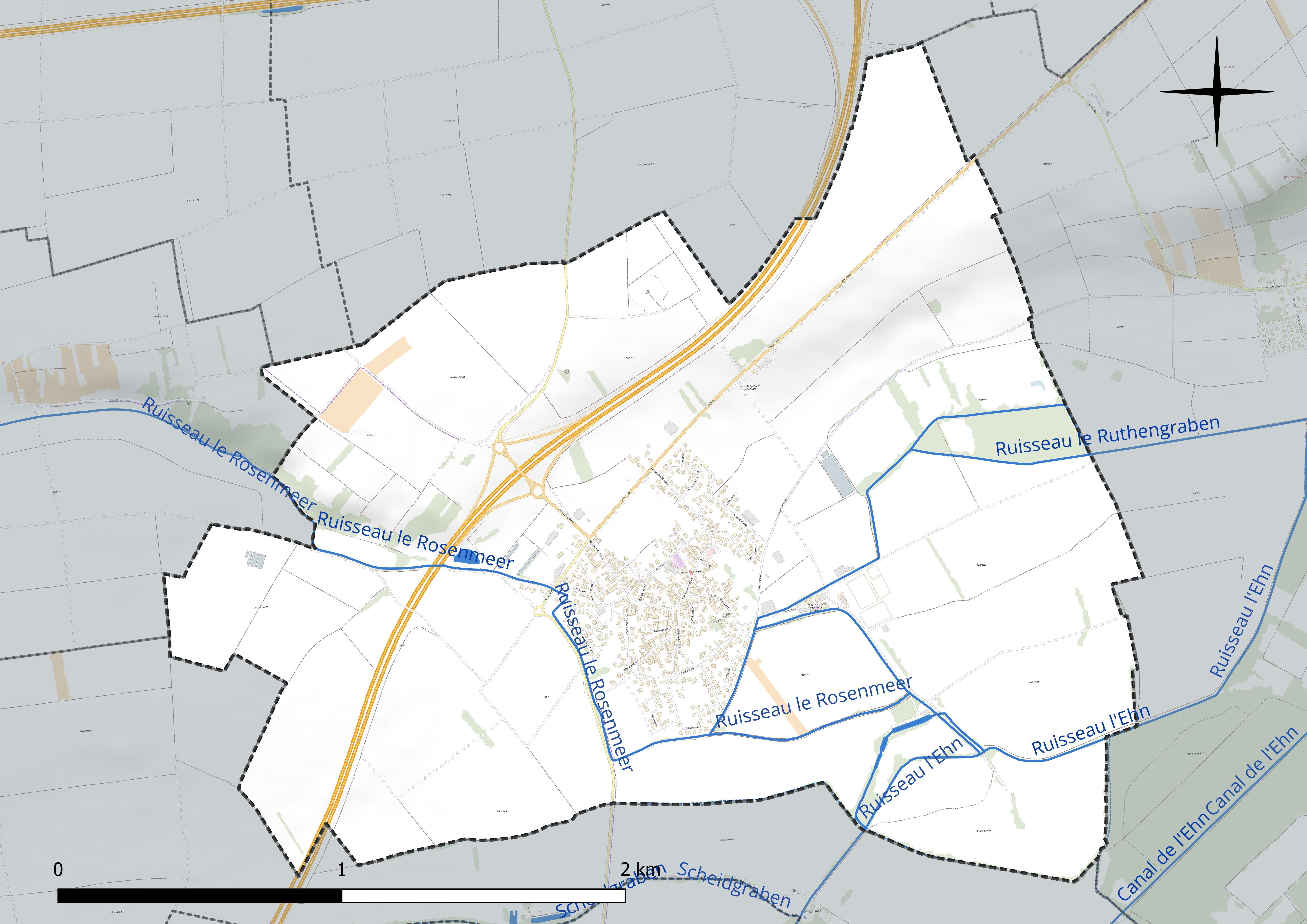
Réseau hydrographique d'Innenheim.

#### Gestion et qualité des eaux
Le territoire communal est couvert par le schéma d'aménagement et de gestion des eaux (SAGE) « Ill Nappe Rhin ». Ce document de planification concerne la nappe phréatique rhénane, les cours d'eau de la plaine d'Alsace et du piémont oriental du Sundgau, les canaux situés entre l'Ill et le Rhin et les zones humides de la plaine d'Alsace. Le périmètre s’étend sur 3 596 km2. Il a été approuvé le 17 janvier 2005. La structure porteuse de l'élaboration et de la mise en œuvre est la région Grand Est. 
La qualité des cours d’eau peut être consultée sur un site dédié géré par les agences de l’eau et l’Agence française pour la biodiversité. 

### Climat
Pour des articles plus généraux, voir Climat du Grand Est et Climat du Bas-Rhin.
En 2010, le climat de la commune est de type climat des marges montargnardes, selon une étude du Centre national de la recherche scientifique s'appuyant sur une série de données couvrant la période 1971-2000. En 2020, Météo-France publie une typologie des climats de la France métropolitaine dans laquelle la commune est exposée à un climat semi-continental et est dans une zone de transition entre les régions climatiques « Vosges » et « Alsace ». 
Pour la période 1971-2000, la température annuelle moyenne est de 10,6 °C, avec une amplitude thermique annuelle de 17,8 °C. Le cumul annuel moyen de précipitations est de 649 mm, avec 8,1 jours de précipitations en janvier et 9,8 jours en juillet. Pour la période 1991-2020, la température moyenne annuelle observée sur la station météorologique de Météo-France la plus proche, « Strasbourg-Entzheim », sur la commune d'Entzheim à 7 km à vol d'oiseau, est de 11,4 °C et le cumul annuel moyen de précipitations est de 635,7 mm. 
La température maximale relevée sur cette station est de 38,9 °C, atteinte le 25 juillet 2019 ; la température minimale est de −23,6 °C, atteinte le 23 janvier 1942,,. 
Les paramètres climatiques de la commune ont été estimés pour le milieu du siècle (2041-2070) selon différents scénarios d'émission de gaz à effet de serre à partir des nouvelles projections climatiques de référence DRIAS-2020. Ils sont consultables sur un site dédié publié par Météo-France en novembre 2022.

### Communes limitrophes
| Altorf                  | Duttlenheim   |           |
| Griesheim-près-Molsheim | Innenheim     | Blaesheim |
|                         | Bischoffsheim |           |

### Intercommunalité
Bischoffsheim (membre de la communauté de communes des Portes de Rosheim) sépare Innenheim du reste de la communauté de communes à laquelle elle appartient.

### Voies de communications et transports

#### Transports en commun
- Transports en Alsace.
- Fluo Grand Est.

## Urbanisme

### Typologie
Au 1er janvier 2024, Innenheim est catégorisée bourg rural, selon la nouvelle grille communale de densité à sept niveaux définie par l'Insee en 2022.
Elle est située hors unité urbaine. Par ailleurs la commune fait partie de l'aire d'attraction de Strasbourg (partie française), dont elle est une commune de la couronne,. Cette aire, qui regroupe 268 communes, est catégorisée dans les aires de 700 000 habitants ou plus (hors Paris),.

### Occupation des sols
L'occupation des sols de la commune, telle qu'elle ressort de la base de données européenne d’occupation biophysique des sols Corine Land Cover (CLC), est marquée par l'importance des territoires agricoles (90,9 % en 2018), en diminution par rapport à 1990 (92,4 %). La répartition détaillée en 2018 est la suivante : 
terres arables (76,7 %), zones urbanisées (8,8 %), prairies (8,4 %), zones agricoles hétérogènes (5,8 %), forêts (0,2 %). L'évolution de l’occupation des sols de la commune et de ses infrastructures peut être observée sur les différentes représentations cartographiques du territoire : la carte de Cassini (XVIIIe siècle), la carte d'état-major (1820-1866) et les cartes ou photos aériennes de l'IGN pour la période actuelle (1950 à aujourd'hui).

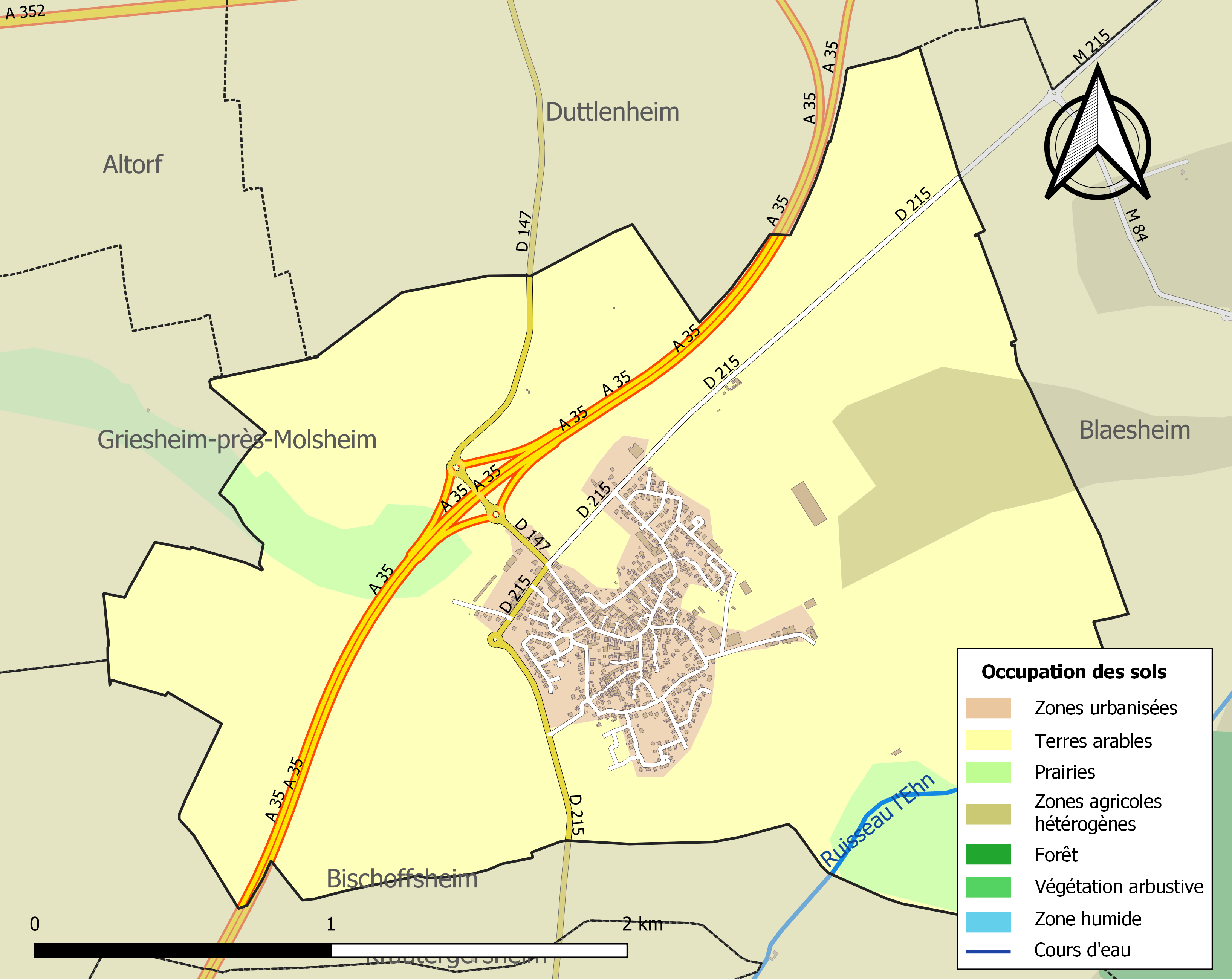
Carte des infrastructures et de l'occupation des sols de la commune en 2018 (CLC).

## Toponymie
- Uhnenheim, 731 ;
- Innelenheim, 1180 ;
- Hinnenheim, 1200.

### Origine du nom
De l'anthroponyme germanique Inno et du germanique Heim = village. La commune est souvent appelée, mais uniquement dans le langage oral familier en alsacien, « Enle » ou « Inle », selon la prononciation du locuteur (-le étant un suffixe alsacien à effet de diminutif comparable au -lein allemand).

## Histoire

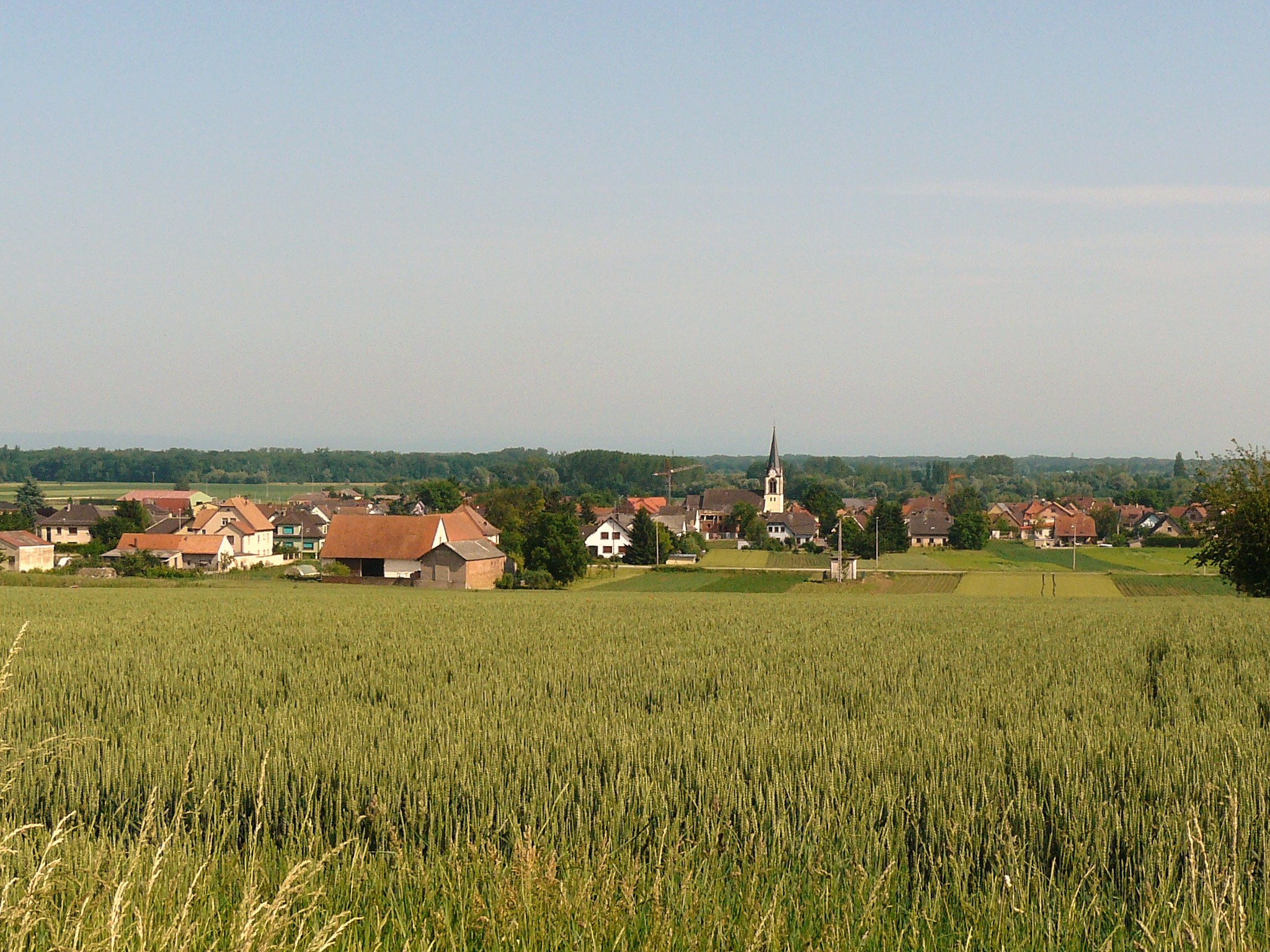
Vue sur le village d'Innenheim.

Le village est sans doute déjà connu du temps des Alamans, qui se sont installés dans les alentours aux VIe et VIIe siècles. Il devient un fief des chevaliers du Saint-Empire romain germanique dès le Xe siècle. Le plus ancien titre est une investiture accordée en 1316 par Louis IV de Bavière à un certain Jean, dit Kage de Schaeffolsheim, puis à divers chevaliers jusqu'en 1483 avec notamment l'investiture de Henri d'Uttenheim et de Bernard Zum Trubel. Vers 1526, l'empereur Charles Quint autorise ses vassaux des villages d'Innenheim et de Krautergersheim à exercer la juridiction criminelle ainsi que d'avoir une potence et une prison pour y exercer les droits régaliens. Du XIVe au XVIIIe siècle, le village passe entre les mains de plusieurs familles de la petite noblesse d'empire et à différents propriétaires ecclésiastiques. En 1618, le fief est donné à Seebach et Berkheim. Ce dernier exerce ses droits à Innenheim jusqu'à la Révolution. Au cours de l'invasion des Armagnacs de 1439 et 1444 opérant depuis Niedernai, la guerre des paysans en 1525, puis pendant la guerre de Trente Ans le village d'Innenheim subit des invasions et des dévastations. Pendant la guerre opposant Louis XIV à l'empire, le village est entièrement dévasté en 1674. Le village est reconstitué à partir du XVIIIe siècle.
La Révolution supprime des droits seigneuriaux dans le village et notamment la dîme qui est due au chapitre de Saint-Léonard. Après la période révolutionnaire, la commune connait une relative stabilité. En 1871, l'Alsace est annexée par l'Allemagne : le village devient allemand. Durant les deux guerres mondiales, Innenheim perd une cinquantaine de jeunes gens. Anciens relais de diligence, le village vit depuis ses origines de l'agriculture et de la culture du chanvre, pratiquée dans les ruisseaux des terres humides du Ried.

### Héraldique
| Blason de Innenheim | Blason  | De sable au chevron d'or, accompagné en chef de deux lions affrontés d'argent et en pointe d'une coquille aussi d'or. |
| Blason de Innenheim | Détails | |

## Politique et administration

### Liste des maires
| Période                                  | Période   | Identité          | Étiquette | Qualité                                                                                        |
| ---------------------------------------- | --------- | ----------------- | --------- | ---------------------------------------------------------------------------------------------- |
| Les données manquantes sont à compléter. |           |                   |           |                                                                                                |
| mars 1965                                | mars 1983 | Camille Jehl      |           | Maire honoraire (1984)                                                                         |
| mars 1983                                | mai 2020  | Alphonse Koenig   |           |                                                                                                |
| mai 2020                                 | En cours  | Jean-Claude Jully | SE        | Médecin généraliste, ancien premier adjoint 2e vice-président de la CC du Pays de Sainte-Odile |

## Population et société

### Démographie

#### Pyramide des âges
L'évolution du nombre d'habitants est connue à travers les recensements de la population effectués dans la commune depuis 1793. Pour les communes de moins de 10 000 habitants, une enquête de recensement portant sur toute la population est réalisée tous les cinq ans, les populations de référence des années intermédiaires étant quant à elles estimées par interpolation ou extrapolation. Pour la commune, le premier recensement exhaustif entrant dans le cadre du nouveau dispositif a été réalisé en 2006.

En 2022, la commune comptait 1 240 habitants, en évolution de +4,55 % par rapport à 2016 (Bas-Rhin : +3,17 %, France hors Mayotte : +2,11 %).
| 1793 | 1800 | 1806 | 1821 | 1831 | 1836 | 1841 | 1846 | 1851 |
| ---- | ---- | ---- | ---- | ---- | ---- | ---- | ---- | ---- |
| 510  | 501  | 649  | 695  | 789  | 850  | 827  | 867  | 850  |

| 1856 | 1861 | 1866 | 1871 | 1875 | 1880 | 1885 | 1890 | 1895 |
| ---- | ---- | ---- | ---- | ---- | ---- | ---- | ---- | ---- |
| 860  | 879  | 907  | 957  | 919  | 939  | 871  | 842  | 829  |

| 1900 | 1905 | 1910 | 1921 | 1926 | 1931 | 1936 | 1946 | 1954 |
| ---- | ---- | ---- | ---- | ---- | ---- | ---- | ---- | ---- |
| 792  | 776  | 755  | 689  | 703  | 698  | 721  | 711  | 644  |

| 1962 | 1968 | 1975 | 1982 | 1990 | 1999  | 2006  | 2011  | 2016  |
| ---- | ---- | ---- | ---- | ---- | ----- | ----- | ----- | ----- |
| 692  | 731  | 908  | 862  | 840  | 1 015 | 1 027 | 1 127 | 1 186 |

| 2021  | 2022  | - | - | - | - | - | - | - |
| ----- | ----- | - | - | - | - | - | - | - |
| 1 221 | 1 240 | - | - | - | - | - | - | - |

## Lieux et monuments

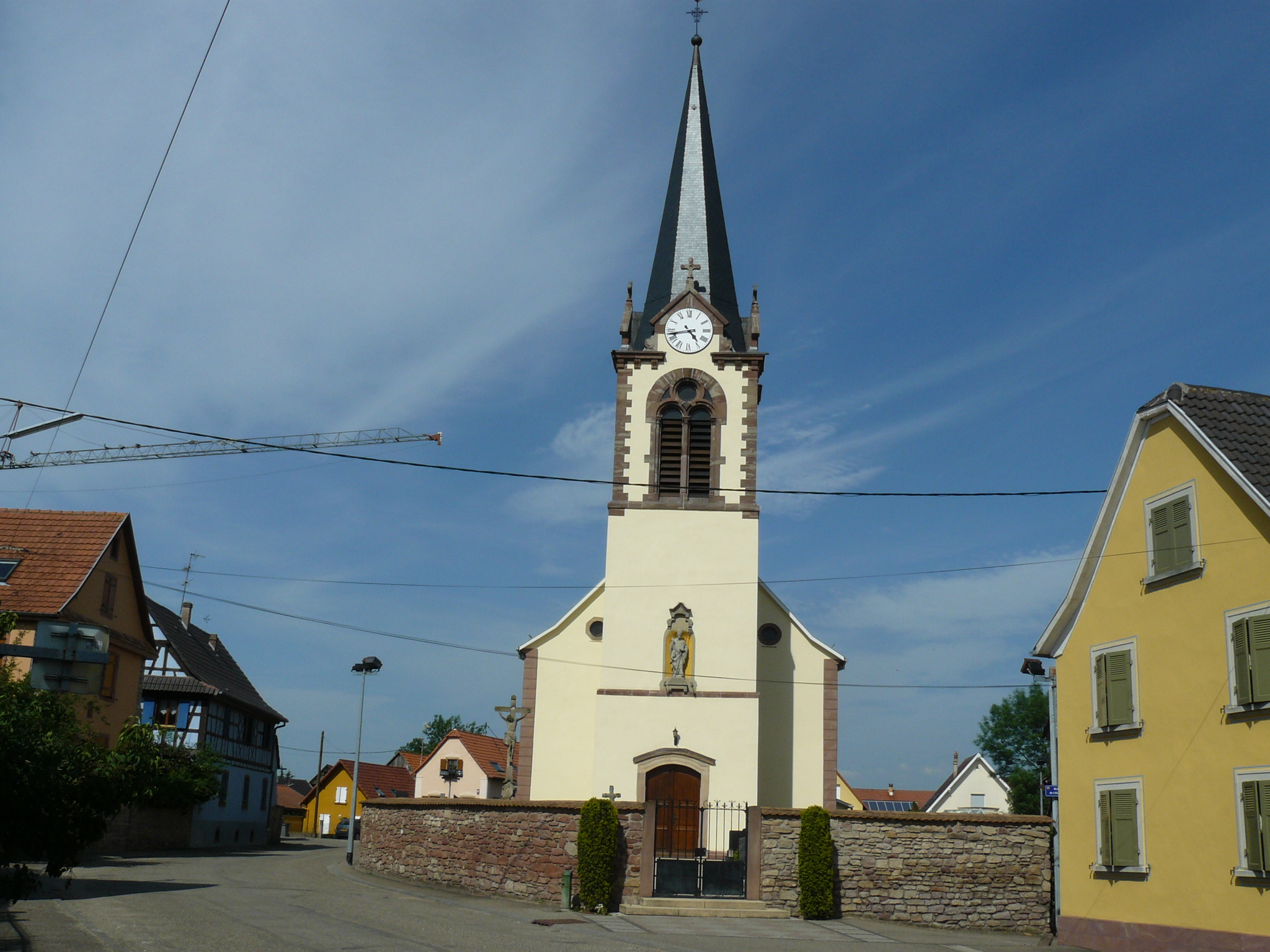
Église Saint-Martin.

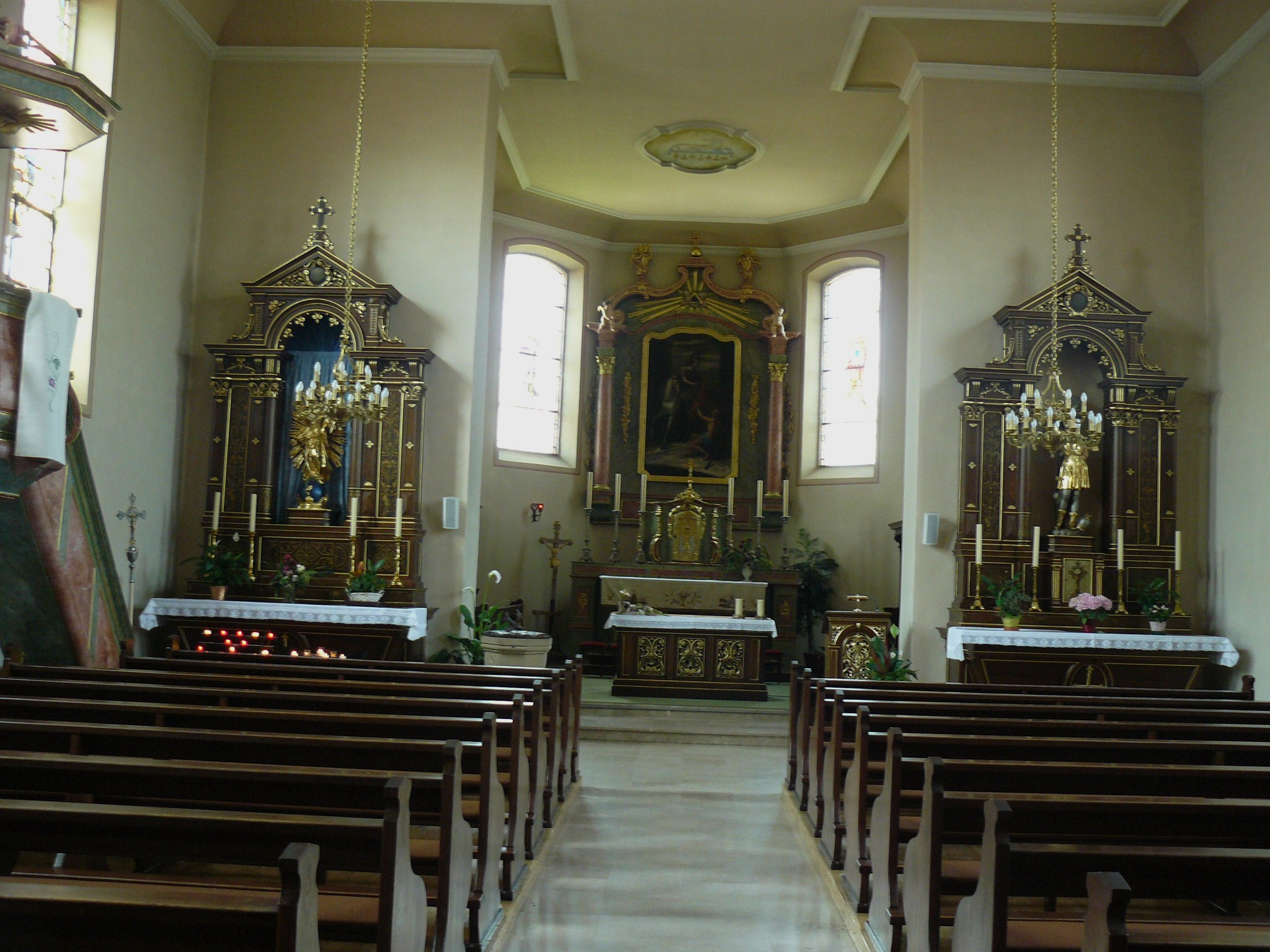
Intérieur de l'église Saint-Martin.

### Église Saint-Martin
Il existait dans le village une petite construction qui a été détruite en 1674. Le nouvel édifice est construit en 1761. Pendant très longtemps, la communauté catholique d'Innenheim, filiale de Blaesheim, doit se rendre aux églises de Gloeckelsberg et du couvent de Feldkirch à Niedernai, situés à plusieurs kilomètres au nord et sud du village. L'église de Gloeckelsberg était sous le patronage de saint Martin. Il est donc probable que le village d'Innenheim ait tenu à conserver le nom de Saint-Martin au moment de la construction de l'église du village. Le baptistère exposé à l'église porte l'année 1665. L'orgue Rickenbach date de 1839. En 1900, l'église est dotée d'un nouveau clocher réalisé par l'architecte Heirich de Barr.

### Chapelle du loup-et-de-la-chèvre
Cette chapelle située route de Strasbourg, en bordure de l'autoroute A35, et dédiée à Notre Dame-des-Douleurs, détruite et reconstruite à plusieurs reprises, existait à l'endroit d'une ancien édifice. La chapelle du loup et de la chèvre est totalement rénovée en 1896 et dotée de trois statues représentant saint Antoine de Padoue, saint Wendelin et Vesperbild. L'origine du vocable de cette chapelle reste inconnue : elle fut sans doute dédiée à un moment donné à saint Wolfgang - Wolf signifiant loup -, mais la provenance du mot chèvre demeure encore plus mystérieuse.

### Réplique de la grotte de Lourdes
Elle se trouve à côté de l'école maternelle du village.

## Personnalités liées à la commune
- Jérôme Jehl, boulanger né à Innenheim en 1859, est aussi l’arrière-grand-père de Georges Pernoud, producteur de télévision, animateur de Thalassa.